# Église Notre-Dame de la Visitation (Lissewege)

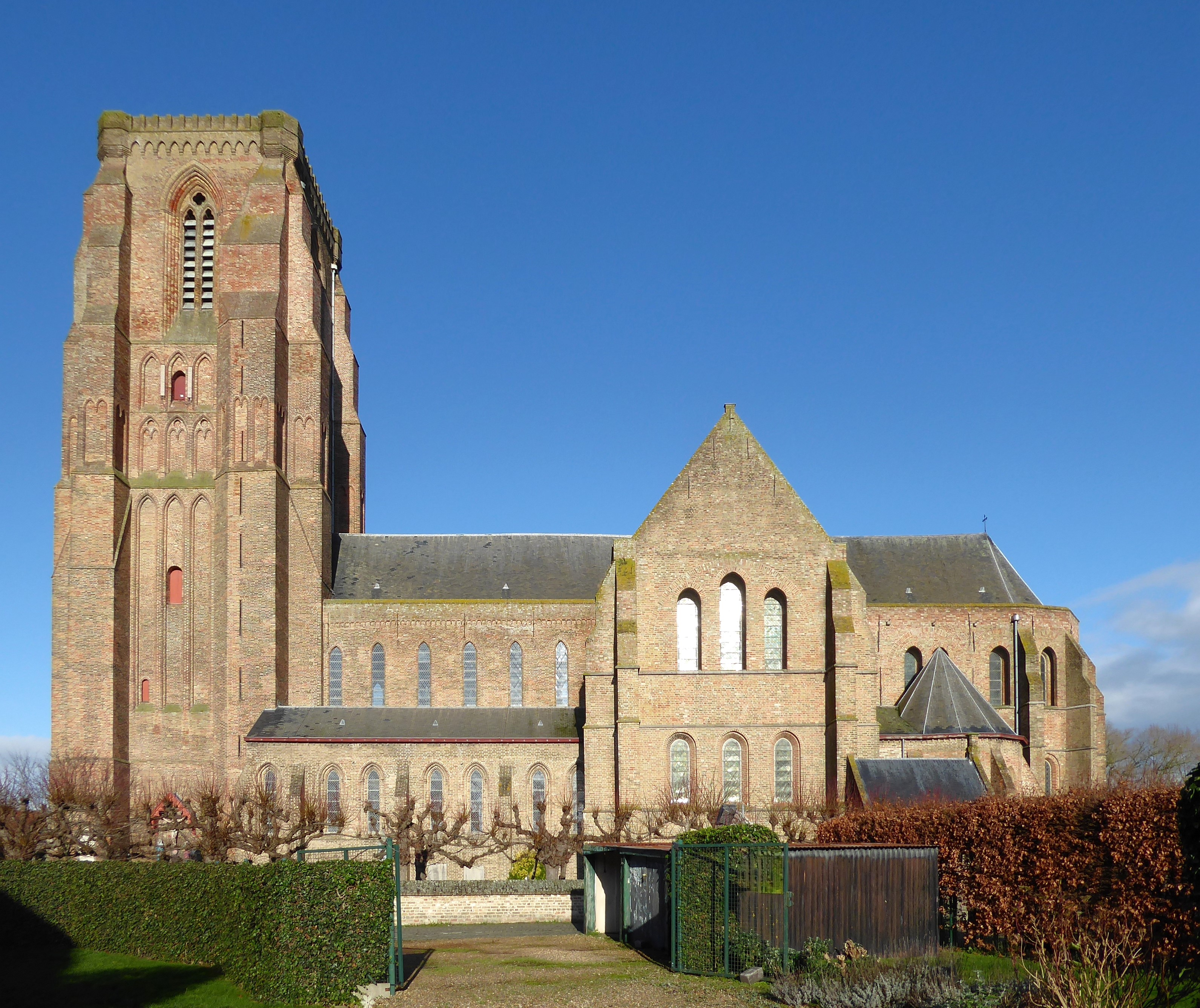
Église Notre-Dame de la Visitation

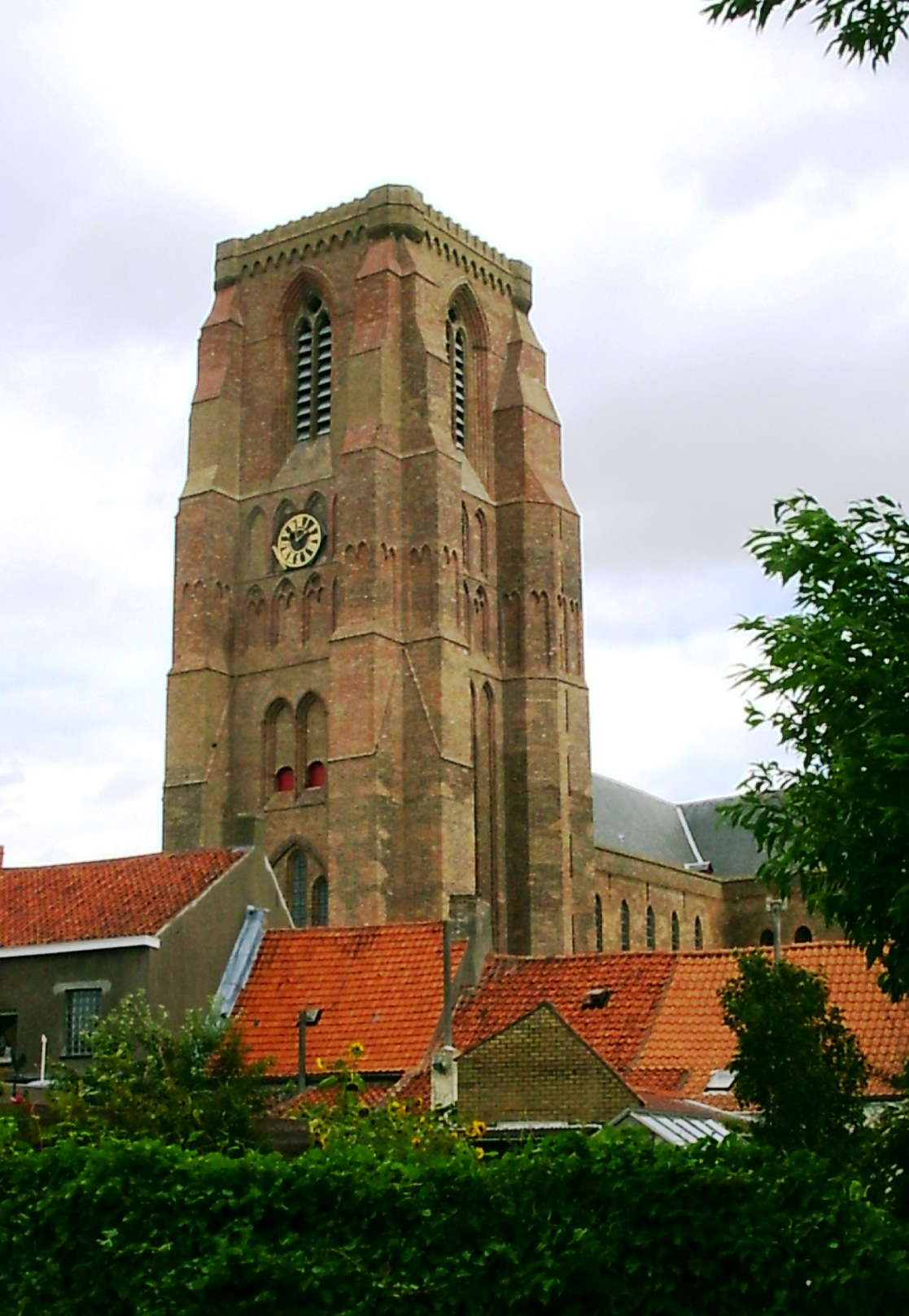
La tour.

L'église Notre-Dame de la Visitation est l'église paroissiale du village de Lissewege, qui fait partie de la commune de Flandre occidentale de Bruges, située sur l'Onder de Toren.

## Histoire
Avant 1119, il existait une paroisse de Lissewege, qui comprenait également la région actuelle de Knokke, Heist et Zeebrugges. Les droits de dîme et les droits de patronage étaient entre les mains de l'abbaye de Saint-Bertin à Saint-Omer. On parlait déjà d'un édifice roman en 1119, dont on trouve encore des pierres naturelles dans le mur extérieur du chœur de l'église actuelle.
L'église actuelle en brique a été construite au milieu du XIIIe siècle dans un style gothique primitif. Le chœur, les chœurs latéraux et le transept datent du deuxième quart du XIIIe siècle, la nef et la tour furent achevées dans la deuxième moitié du XIIIe siècle.
L'église est beaucoup plus grande que ce à quoi on pourrait s'attendre pour ce village, ce qui s'explique par la dévotion à une statue miraculeuse de Marie qui était transportée par les pêcheurs lors de la procession annuelle. Lissewege était également une étape pour les pèlerins en route vers Compostelle.
En 1586, l'église fut incendiée par les gueux et la statue miraculeuse fut également perdue. En 1613 le chœur fut restauré et en 1617 le transept. En 1624, une nouvelle statue de Marie fut commandée et, comme son prédécesseur, elle était transportée chaque année. En 1628, les plafonds plats de la nef et des bas-côtés furent ajoutés et de 1644 à 1650, le chœur et le transept furent voûtés par le maître maçon Gérard Coppet. Le maître ébéniste local, Walram Romboudt, réalisa le jubé, le buffet d'orgue et la chaire en 1652. En 1672 la tour reçut également une voûte.
À partir de 1862, une restauration est réalisée sous la direction de Pierre Buyck. La partie supérieure de la tour est reconstruite et des vestiges de fresques du XIIIe siècle sont retrouvés dans le transept. Une nouvelle restauration suit entre 1890 et 1912, au cours de laquelle tous les plâtres sont enlevés. Les restes des fresques sont perdus.
Divers travaux de restauration ont également été réalisés au cours des années suivantes.

## Bâtiment
Il s'agit d'une église basilicale cruciforme en brique à trois nefs avec une lourde tour ouest carrée pré-construite sans flèche et équipée de lourds contreforts à angle droit de la deuxième moitié du XIIIe siècle. Une tour d'escalier est incorporée au contrefort sud. Le chœur et l'un des chœurs latéraux ont sept côtés, l'autre chœur latéral a trois côtés.

## Galerie

Église Notre-Dame de la Visitation : intérieur
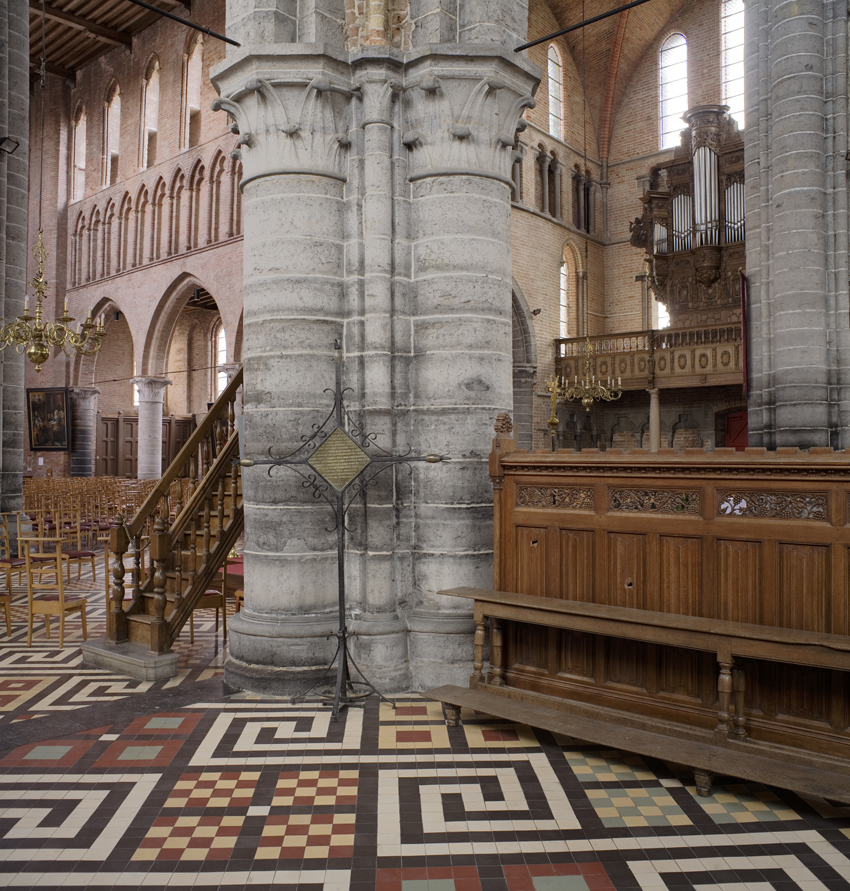
Vue depuis le chœur
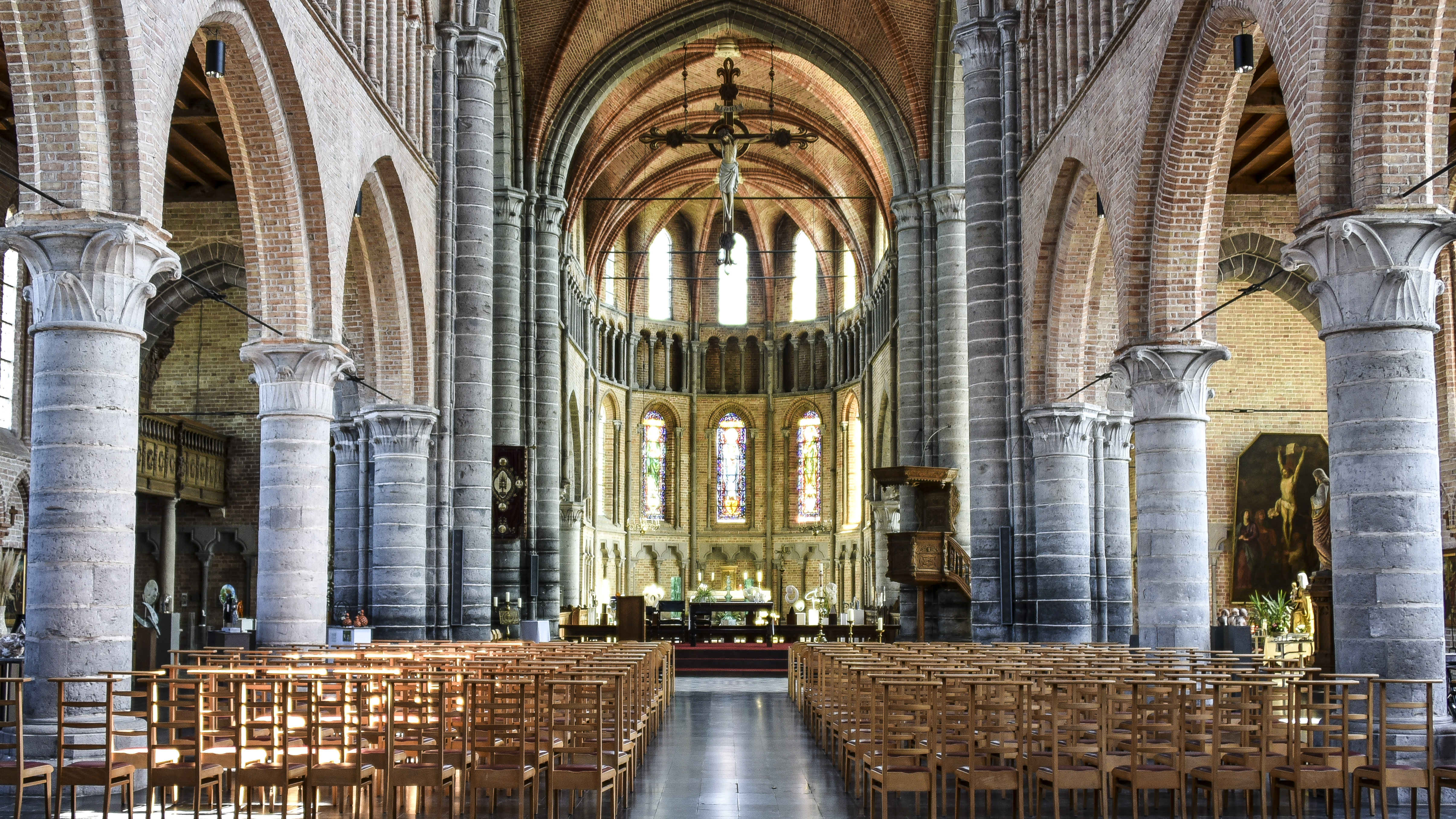
Nef centrale
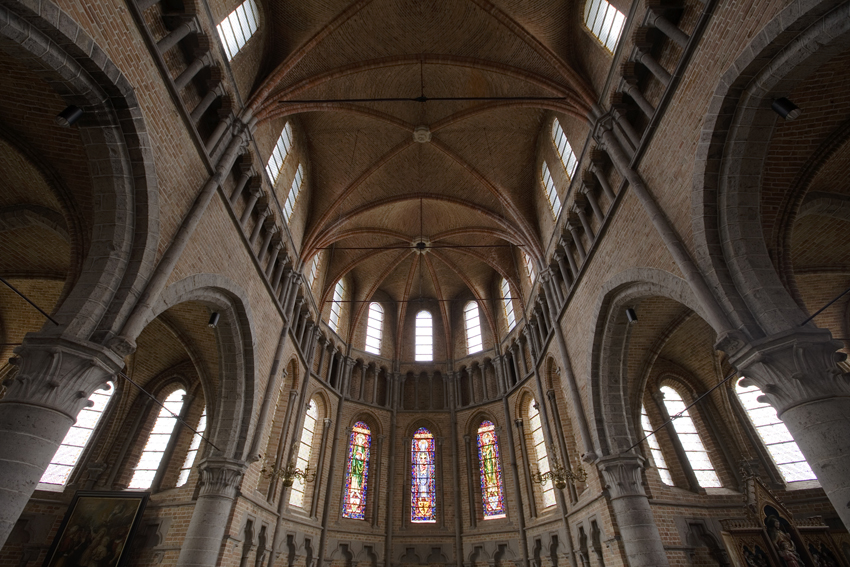
Voûtes
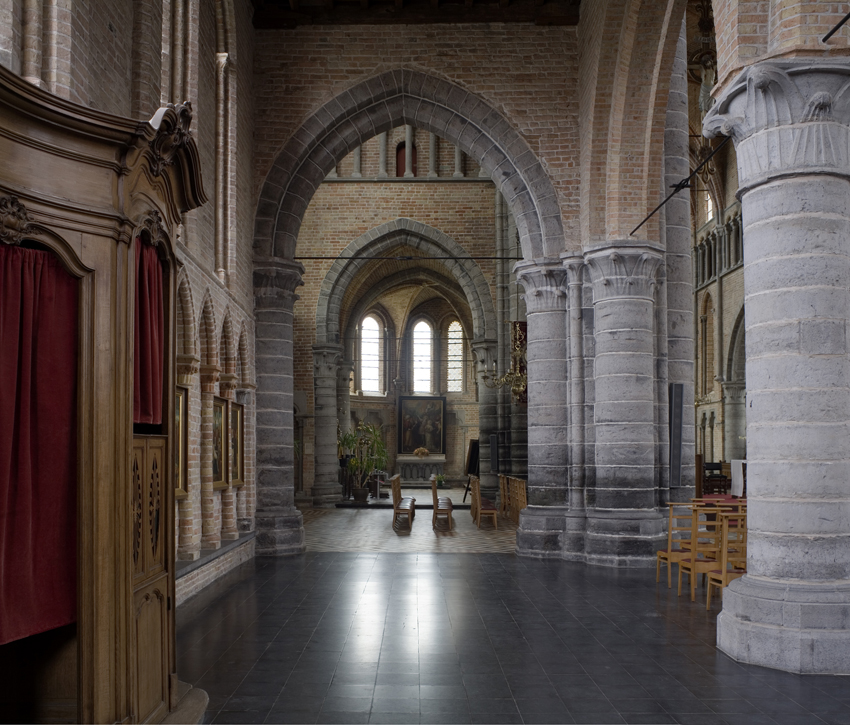
Allée du chœur
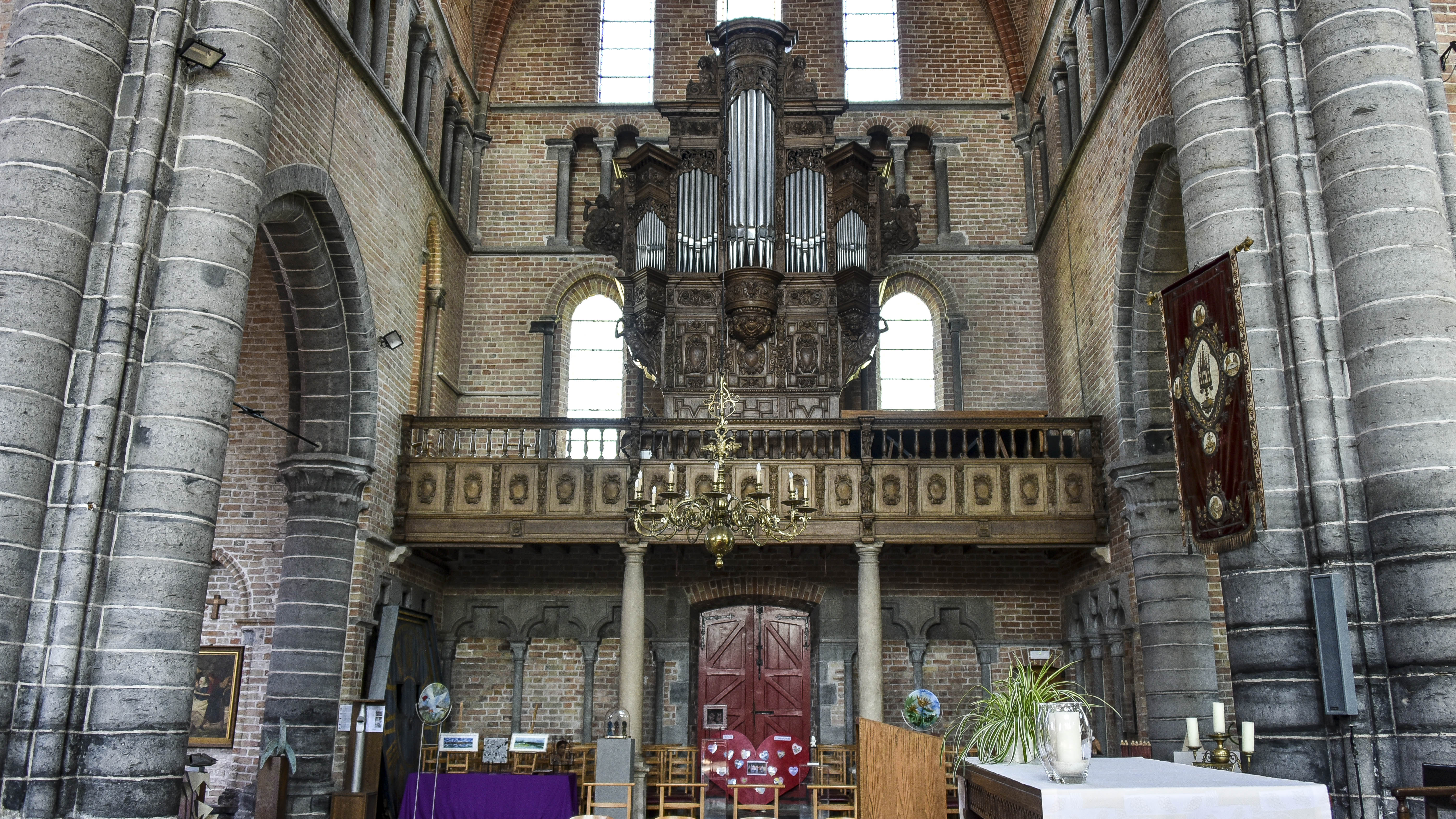
Orgue de l'église

## Intérieur
Le mécanisme de l'orgue date de 1808 et a été fabriqué par Karel Van Peteghem. Une grande partie de la décoration de l'église, datant du XVIIe siècle, a été supprimée au XIXe siècle. Cependant, le jubé, le buffet d'orgue et la chaire de Walram Romboudt sont toujours présents. J. van Quailly a réalisé deux confessionnaux de style rococo.
L'église possède plusieurs tableaux, dont une Visitation de Jacob I van Oost (1652), Le Culte de Saint Jacques de Compostelle de Jan Maes (1665) et le Christ en Croix de Marc Van Duvenede (1713). Les vitraux datent de 1949.

## Galerie

Église Notre-Dame de la Visitation : œuvres d'art et chaire
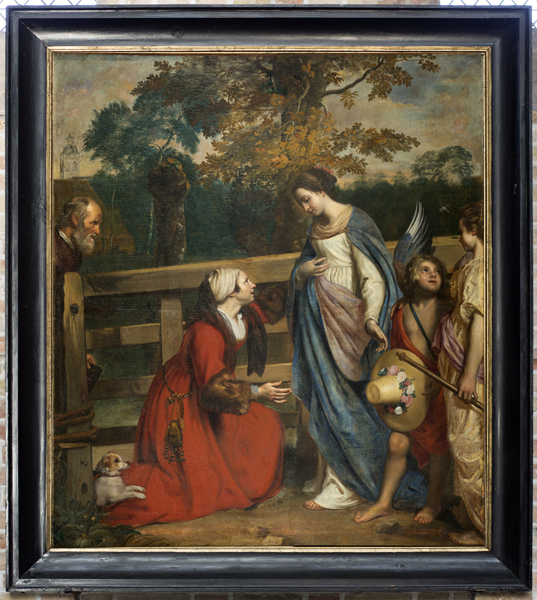
Visitation (Jacob van Oost)
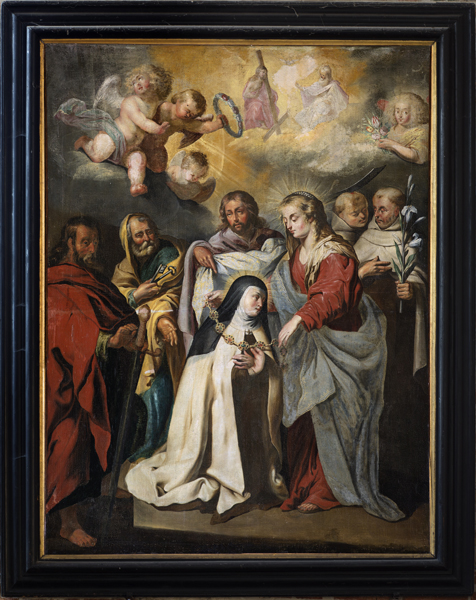
Thérèse d'Avila
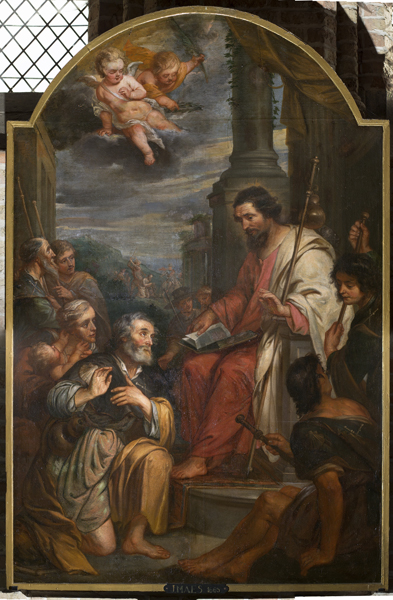
La vénération de Saint Jacques
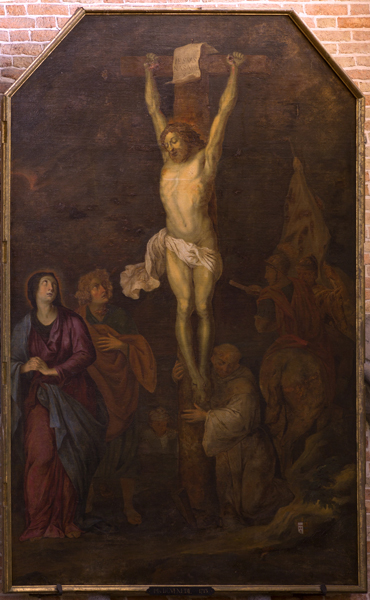
Le Christ en croix (Marc van Duvenede)
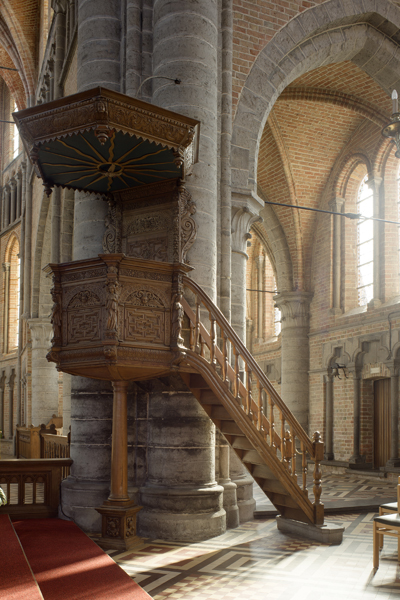
Chaire à prêcher

## Sources
- Inventaris Onroerend Erfgoed